# Taekwondo under sommer-OL 2016 – 68 kg (herrer)
Mændenes 68 kg vægtsklasse i taekwondo under sommer-OL 2016 i Rio de Janeiro blev holdt 18. august 2016 på Carioca Arena 3.

## Tidsoversigt
Alle tider er lokal tid (UTC-3).
| Dato                   | Tid                                 | Runde                                                                         |
| ---------------------- | ----------------------------------- | ----------------------------------------------------------------------------- |
| Torsdag 18 August 2016 | 09:00 15:00 17:00 20:00 21:00 22:00 | Indledende runde Kvartfinaler Semifinaler Opsamling Bronzemedaljekampe Finale |